# Comuna Holubivka, Kreminna
Holubivka (în ucraineană Голубівка) este o comună în raionul Kreminna, regiunea Luhansk, Ucraina, formată din satele Holubivka (reședința), Klîmivka și Skarhivka.

## Demografie
Componența lingvistică a comunei Holubivka
     Ucraineană (91,87%)
     Rusă (7,76%)
     Alte limbi (0,36%)
Conform recensământului din 2001, majoritatea populației comunei Holubivka era vorbitoare de ucraineană (91,87%), existând în minoritate și vorbitori de rusă (7,76%).